# Orthodicranum
Orthodicranum là một chi rêu trong họ Dicranaceae.